# Cordillère de la Côte (Andes centrales)
Pour les articles homonymes, voir Cordillère de la Costa.
La cordillère de la Côte est une série de chaînes de montagnes d'Amérique du Sud orientées nord-sud et qui s'étend sur plusieurs milliers de kilomètres le long de l'océan Pacifique, sur la frange occidentale des Andes, du cerro Tunga au Pérou jusqu'à la région Aisén del General Carlos Ibáñez del Campo au Chili. Les plus hauts sommets sont dans la partie nord avec le cerro Vicuña Mackenna culminant à 3 114 mètres d'altitude. La chaîne s'abaisse progressivement vers le sud pour disparaître au niveau de la péninsule de Taitao. Elle joue un rôle important dans la sécheresse du désert de l'Atacama, le plus sec du monde, en interceptant l'air humide venu de l'océan Pacifique (phénomène d'ombre pluviométrique).

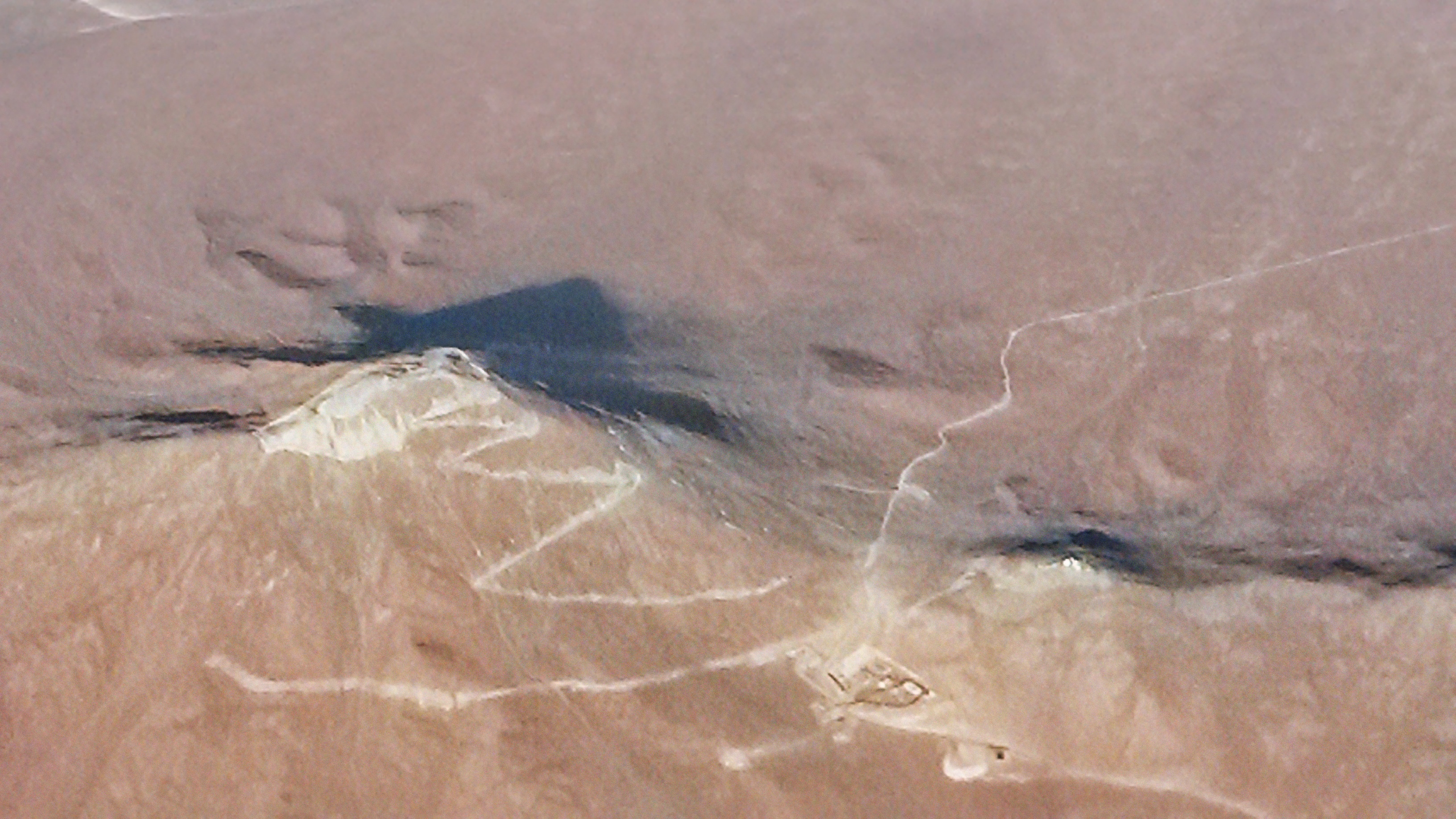
Le cerro Armazones, où se situe le European Extremely Large Telescope, fait partie de la sierra Vicuña Mackenna

## Subdivisions
Pérou
- Cerro Tunga

Chili
- Sierra Vicuña Mackenna
- Cordillère de Nahuelbuta
- Cordillère de Queule
- Cordillère de Mahuidanchi
- Cordillère Pelada
- Cordillère del Sarao
- Cordillère de Piuché
- Cordillère de Pirulil